# الحكومة الاتحادية لدولة الإمارات العربية المتحدة
الحكومة الاتحادية لدولة الإمارات العربية المتحدة هي الحكومة الوطنية لدولة الإمارات العربية المتحدة، وهي اتحاد مركزي يضم سبع إمارات تتمتع بالحكم الذاتي. وتقسم الحكومة الاتحادية إلى سلطة تشريعية وتنفيذية وقضائية. وتتألف السلطة التنفيذية من مجلس الوزراء برئاسة رئيس الوزراء، والسلطة القضائية؛ لتقديم تقاريرها إلى الرئيس.
تمنح المادة 120 من دستور دولة الإمارات العربية المتحدة للحكومة الاتحادية صلاحياتها، وتحدد اختصاصاتها وتوازن القوى مع الحكومات المحلية.

## تاريخ الحكومة
أُقيمت الحكومة الاتحادية لدولة الإمارات العربية المتحدة في 2 ديسمبر 1971، عندما أسس حكام الإمارات الخمس، التي كانت في السابق جزءًا من إمارات الساحل المتصالح، دولة الإمارات العربية المتحدة. وأقام الدستور الحكومةَ الاتحادية وحدد اختصاصاتها وصلاحياتها في المادة 120 والمادة 121. ثم وزعت الوزارات الاتحادية على أساس التمثيل، حيث أستقلت إمارة دبي بوزارات الدفاع والمالية والاقتصاد، بينما أستقلت إمارة أبو ظبي بستة مناصب وزارية، بما في ذلك وزارتي الداخلية والخارجية؛ لموازنة القوى بين الإمارات. ورغم أن الدستور لم يشترط تولي حاكم أبو ظبي منصب رئيس إلا أنه كان يتولاه دائمًا، وكان حاكم دبي يشغل دائمًا منصب رئيس الوزراء، باستثناء الفترة بين عامي 1971 و1979، عندما تولى ولي عهد دبي في ذلك الوقت، مكتوم بن راشد آل مكتوم، المنصب بينما كان والده حاكمًا لدبي ونائبًا للرئيس.